# Паппас, Николаос
Николаос Паппас (греч. Νικόλαος Παππάς; 21 июня 1930 — 5 апреля 2013 г.) был адмиралом ВМС Греции, который в качестве командира эсминца «Велос» выступил в мае 1973 года против правящей военной хунты. После восстановления демократии Паппас занимал должности начальника Генерального штаба ВМС Греции в 1982—1986 годах и министра торгового флота в 1989—1990 годах.

## Биография
Паппас родился в Кими 21 июня 1930 года. Его предки были моряками и уроженцами из Псара. Поступил в Училище морских кадетов, которое окончил 7 апреля. 1952 года в звании Лейтенанта. Служил командиром тральщиков Саламиния и Калимнос, а 11 апреля 1955 года был повышен до второго лейтенанта. Затем он командовал гидрографическим кораблем «Вегас», после чего в 1958-59 был отправлен в Великобританию для прохождения учебы в британской школе мореплавания Королевского флота.
По возвращении он был повышен до лейтенанта (18 апреля 1959 г.) и принял командование канонерскими лодками «Арсланоглу» (1960 г.) и Пезопулос (1962 г.). В 1963-65 был адъютантом министра обороны. Получил звание капитана 3-го ранга 11 июня 1965 года (по некоторым данным позднее — 7 апреля 1964 года). В 1965-67 Паппас командовал Десантным кораблем Лесбос а в 1967-68 годах эсминцем Леон. В последнем качестве он получил благодарность от начальника Генерального штаба ВМС Греции и министра торгового флота за его роль, несмотря на чрезвычайно сложные погодные условия, в спасении экипаж парохода «Стратоники», затонувшего 7 сентября 1967 года.
В 1968-69 он занимал должность начальника отдела кадров В1 Генерального штаба ВМС Греции, затем до 1971 года возглавлял 5-е и 3-е штабные бюро командования ВМФ (переименованного в HNGS). В 1971 году он окончил Оборонный колледж НАТО а в 1971-72 годах он возглавлял Учебный центр ВМФ на Порос и Военно-морскую академию сержантов.

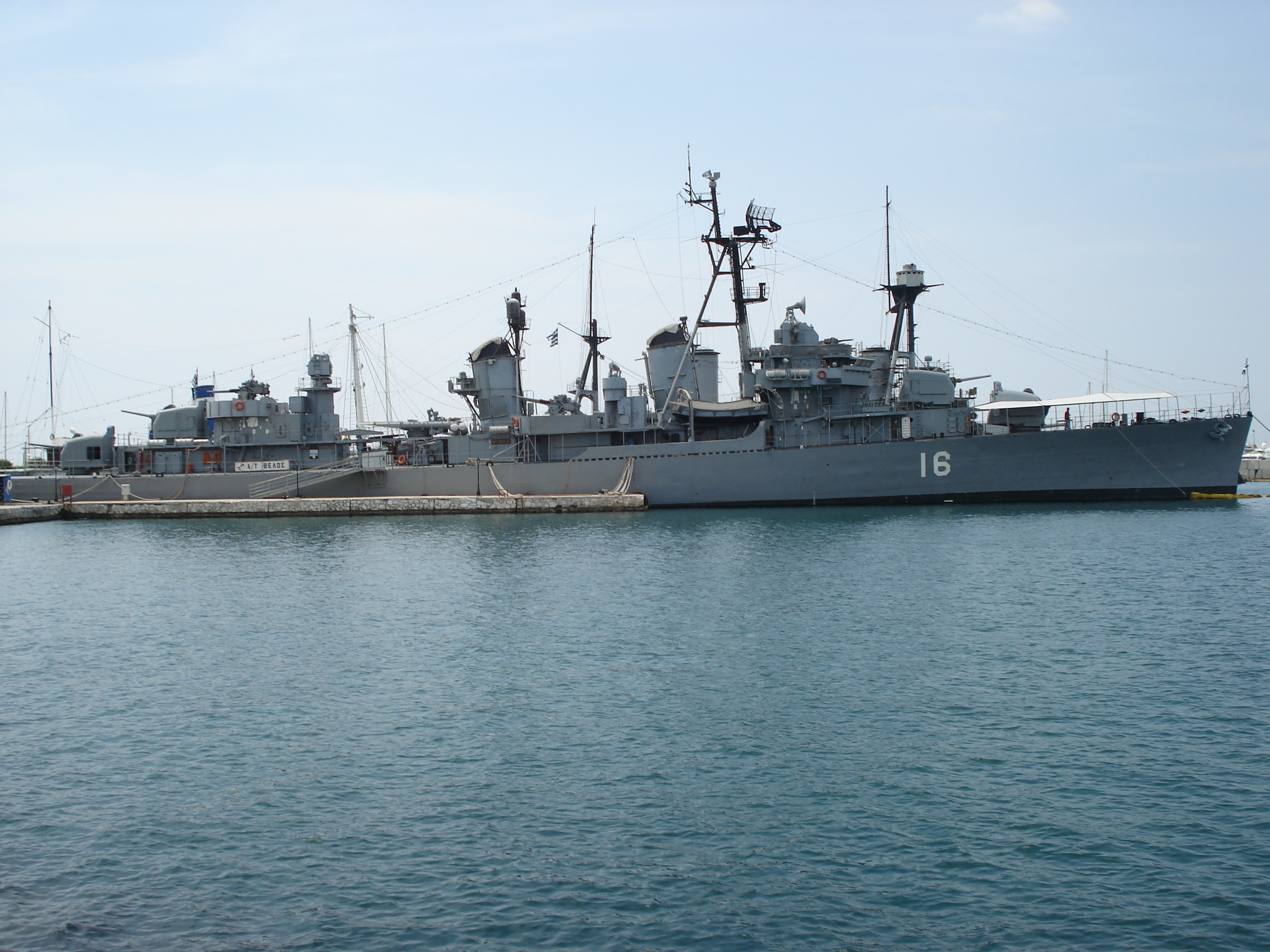
Velos 20 мая 2006 года

В 1972 году Паппас принял командование эсминцем «Велос» на котором он должен был принять участие в восстании флота, запланированном на 25 мая 1973 года, против тогдашнего режима Чёрных полковников. Когда восстание было предотвращено хунтой, Паппас повёл свой эсминец в Италию, где он и 31 офицер корабля попросили политическое убежище, и дал пресс-конференцию международным СМИ, на которой осудил режим. В ответ режим уволил его из военно-морского флота, лишил звания и гражданства.
После падения хунты в 1974 году Паппас был восстановлен в своем звании и повышен до (Антипли́архоса) Капитана 2-го ранга занимал должность начальника административного управления военно-морской базы Саламин до 1976 года. Затем служил в качестве военного атташе в Лондоне до 1979 года, а затем с 1979 по 1980 годы возглавлял, командование флотилией быстроходных кораблей. Получив звание (Пли́архоса) Капитана 1-го ранга 20 декабря 1979 года, Папас с 1980 по 1982 занимает должность командира флотилией эсминцев, получив 5 января 1982 года звание (Архипли́архоса) контр-адмирала, Николаос Паппас был назначен главой Военно-морского учебного командования. 23 марта 1982 года он был повышен до вице-адмирала и назначен начальником Генерального штаба ВМФ, эту должность он занимал до выхода на пенсию в качестве полноправного адмирала и почетного начальника HNGS 22 декабря 1986 года.
После отставки занимал должность министра морского торгового флота во временном правительстве Иоанниса Гриваса и правительстве национального единства Ксенофонта Золотаса.
Скончался 5 апреля 2013 года после продолжительной борьбы с раком. Папас был женат и имел двух сыновей, Велисария и Панайотиса (Такиса) Паппаса.